# Солёное (озеро, Фёдоровский район)
Солёное — озеро в Фёдоровском районе Костанайской области Казахстана. Находится в 5 км к северо-востоку от посёлка Бикилек и в 7 км юго-востоку от села Каракопа.
По данным топографической съёмки 1943 года, площадь поверхности озера составляет 2,85 км². Наибольшая длина озера — 2,8 км, наибольшая ширина — 1,9 км. Длина береговой линии составляет 7,1 км, развитие береговой линии — 1,18. Озеро расположено на высоте 177,9 м над уровнем моря.